# Leucanopsis phellia
Leucanopsis phellia är en fjärilsart som beskrevs av Druce 1889. Leucanopsis phellia ingår i släktet Leucanopsis och familjen björnspinnare. Inga underarter finns listade i Catalogue of Life.